# Pingju

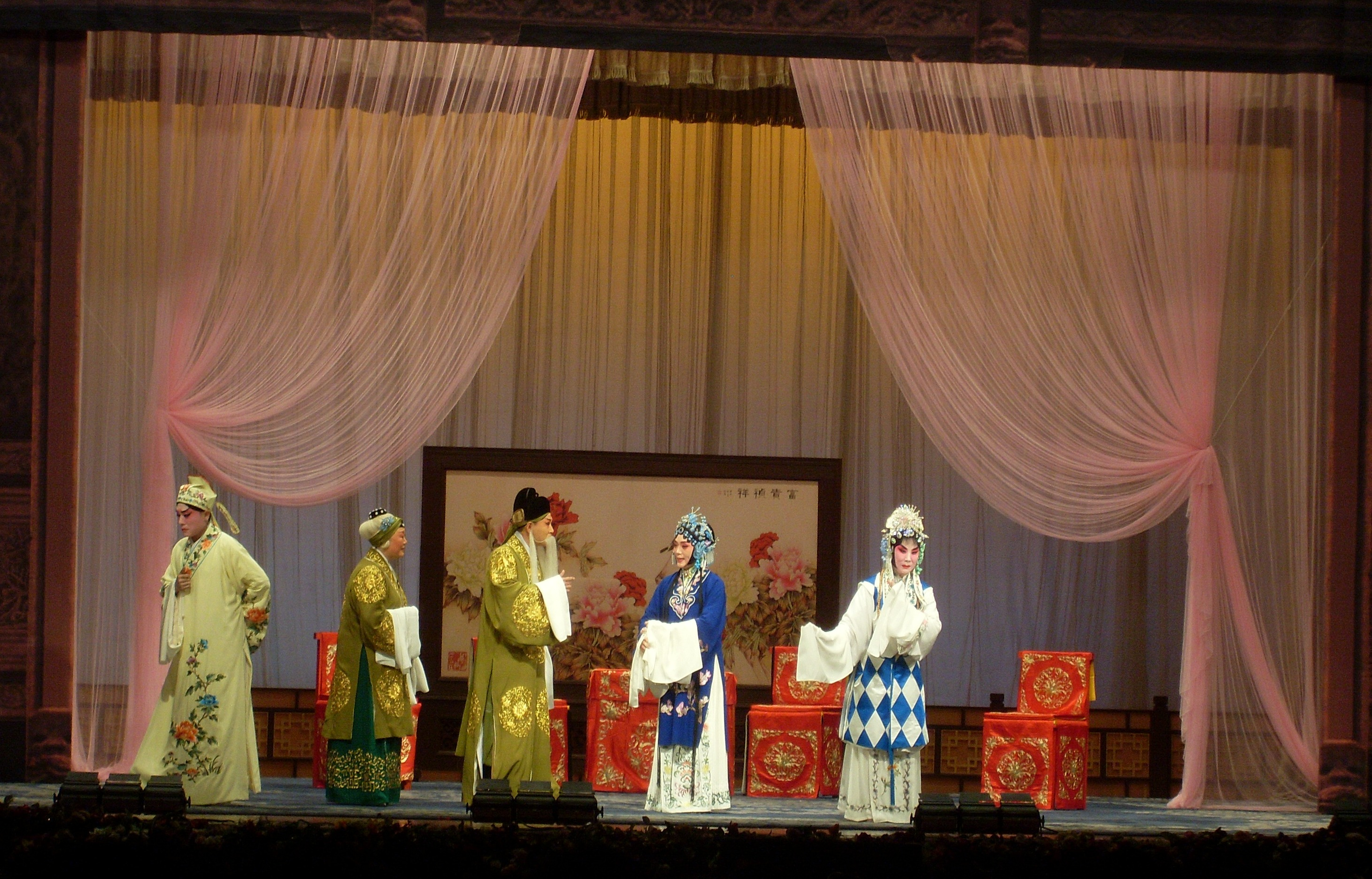
Uma apresentação de ópera Pingju em Tianjin

Pingju ou ópera Ping (em chinês: 评剧; pinyin: píngjù) é uma forma de ópera chinesa do norte da China.

## Origem

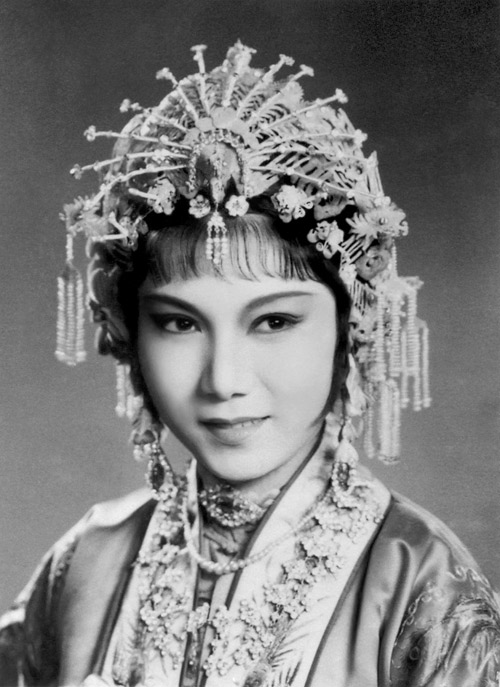
Xin Fengxia no pingju Flores como Casamenteiras (Hua Wei Mei) em 1964

Pingju é originário de Tangshan, Hebei, perto da cidade de Tianjin. A ópera Pingju evoluiu a partir do Lianhualao, uma cantiga folclórica popular na província de Hebei, no norte da China, e em sua área vizinha no final da Dinastia Qing (1644-1911). Inspirou-se na ópera clapper Hebei (Hebei bangzi) e na ópera de Pequim enquanto integrava outras artes performativas vernaculares no nordeste da China.
Entre todas as óperas regionais da China, foi a mais famosa no período republicano por suas performances e tramas românticas. Desde a fundação da República Popular da China em 1949, a ópera Pingju se expandiu enormemente. Um grande número de histórias ou peças modernas baseadas em eventos históricos foi criado para ajudar a promovê-la.
Filmes baseados e incorporando Pingju incluem Red Begonia (t 海棠紅, s 海棠红, Hǎitáng Hóng)  de Zhang Shichuan de 1936, estrelado por Bai Yushuang.

## Papéis
No estágio inicial, a ópera Pingju não tinha uma divisão clara de papéis. Em um drama Pingju, havia apenas personagens masculinos e femininos, que eram interpretados por dois ou no máximo três atores e atrizes, retratando personagens diferentes com propriedades de palco simples. Após uma reforma significativa de 1909 a 1921, a ópera Pingju tornou-se uma grande forma operística. Aprendeu com a ópera de Pequim e a ópera clapper de Hebei, e gradualmente completou sua própria categoria de papéis.
Atualmente a ópera Pingju tem tipos de papéis femininos (Dan) de Qingyi (mulheres maduras, virtuosas e de elite), Huadan (mulheres solteiras), Laodan (mulheres idosas) e Caidan (mulheres divertidas), tipos de papéis masculinos (Sheng) incluem Xiaosheng (homens jovens) e Laosheng (homens velhos), o papel de homem rude de Hualian (Jing, o papel masculino com um personagem forte de rosto pintado), e o papel de palhaço (Chou).
Depois que a Nova China foi fundada, os papéis masculinos da ópera Pingju se desenvolveram substancialmente — o papel Huanglian foi criado e o papel Laosheng foi aperfeiçoado. O acompanhamento musical da ópera Pingju também foi reformado para se adaptar a novas categorias vocais.

## Instrumentos musicais
Os instrumentos musicais de acompanhamento consistem em dois grupos: instrumentos de corda e sopro e instrumentos de percussão. Os instrumentos de percussão incluem tambor, bangzi (梆子), gongo e pequenos címbalos, enquanto instrumentos de corda e sopro incluem banhu, erhu, zhonghu, dihu e alaúde de pipa. Instrumentos musicais ocidentais, incluindo baixo e instrumentos de sopro de metal, violoncelo e violino também foram adotados.

### Melodias
As melodias da ópera Pingju são desenvolvidas com base na música folclórica de Tangshan e Lianhualuo, absorvendo fatores musicais de outras óperas locais, como o dueto de canto e dança do nordeste, ópera de Pequim, ópera clapper de Hebei e outras óperas locais em Pequim e Tianjin.

## Temas do Repertório Pingju
Um teatro regional influente, a maioria das óperas Pingju contam histórias do virtuoso e do justo triunfando sobre o mal. Até certo ponto, esta nova forma de arte operística foi criada para fazer comentários sobre o passado como o contemporâneo, tendo em conta o seu nome — na língua chinesa Pingju podia ser traduzido como "peças de observação". O libretista Cheng Zhaocai (1874–1929), considerado como o pai fundador da ópera Pingju, reagiu rapidamente às mudanças da época. Escreveu uma série de peças modernas bem recebidas que refletem a vida contemporânea. Uma obra do seu repertório, Terceira Irmã Yang Arquiva um Processo Judicial (Yangsanjie gaozhuang), tem gozado de grande popularidade desde a sua estreia em 1919, e tornou-se um clássico da ópera Pingju.

## Artistas
Bai Yushuang era conhecida como a "Rainha de Pingju". Outros artistas famosos incluem Xin Fengxia e seu mentor Hua Furong, Cheng Zhaocai e Zhang Defu.